# Девадаси

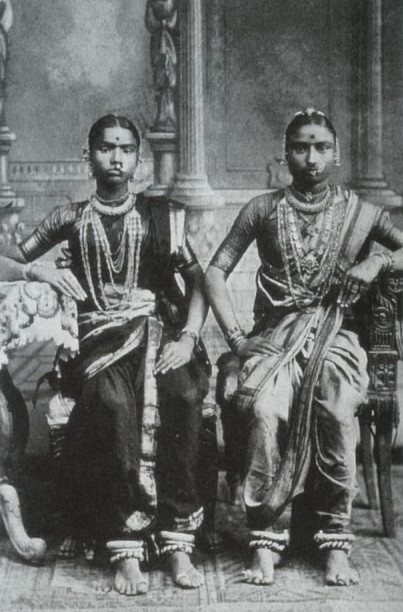
Девадаси из Ченнаи, фотография 1920-х годов.

Девада́си (букв. слуга бога (санскр. देव), богини (санскр. देवी)) — в Южной Индии девочка, «посвящённая» божеству при рождении или по обету, живущая и служащая при храме до конца своей жизни. Кроме выполнения религиозных ритуалов и работ по уходу за храмом и его убранством девадаси обычно практиковали традиционные виды индийского искусства, связанного с религией.
Девадаси, обученные сакральному искусству танца (бхаратанатьям) и выступающие как храмовые танцовщицы, в Европе назывались баяде́рами либо баядерками (от фр. bayadère ← порт. bailadeira «танцовщица»). Баядерки овладевали одисси и другими стилями индийского ритуального танца. Странствующие танцовщицы также называются накни, кутани, сутрадари.
Англичане считали девадаси храмовыми проститутками.

## История

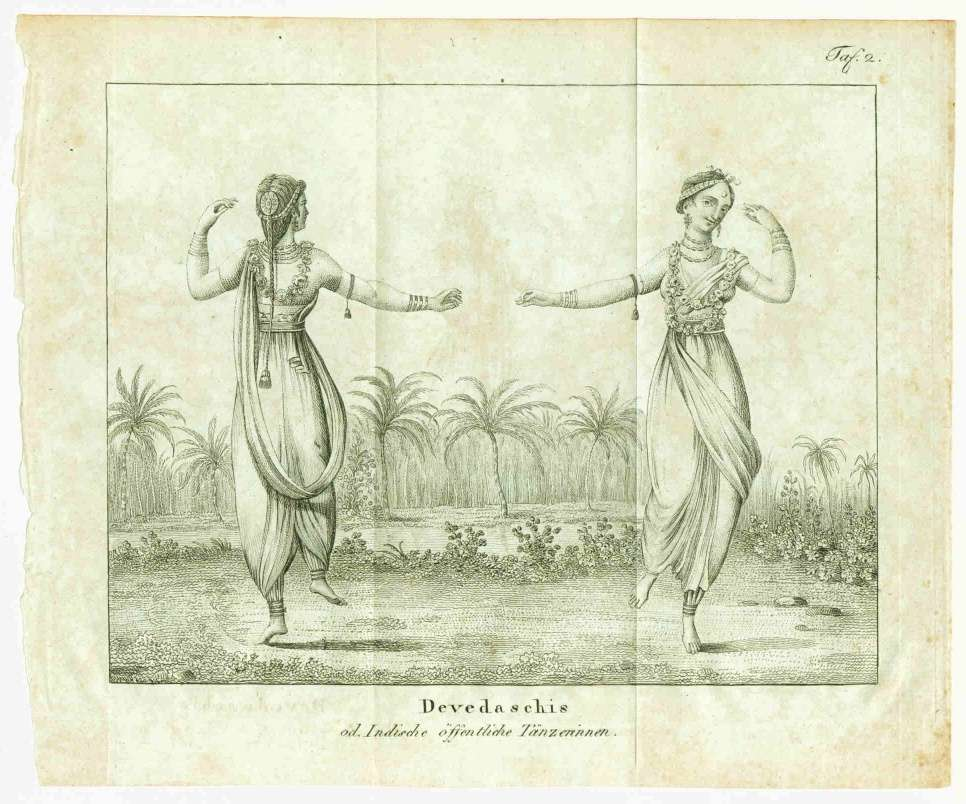
Девадаси, индийские танцовщицы. Немецкая гравюра, ок. 1700.

Девадаси могла стать девушка только из индусской семьи. Отцу, пожертвовавшему дочь храму, жрецы обещали расположение и благосклонность богов. Девушек нередко приводили в храм во исполнение того или иного обета. Девадаси становились также незамужние взрослые дочери, представляющие обузу для родителей, и девочки, зачатые при неблагоприятном расположении звезд.
Посвящение в девадаси происходило на специальной религиозной церемонии, в чём-то схожей со свадебным обрядом.
Традиционно девадаси подразделялись на семь категорий:
- Датта — те, кто решил отдать себя храму,
- Бхритуя — те, кто посвятил себя храму по обету,
- Викрита — те, кто были проданы в храм,
- Хрита — те, кто остались сиротами и были переданы в храм,
- Бхакта — те, кто танцевал из чистой преданности (бхакти) к божеству,
- Гопика — те, кто были танцовщицами по семейной традиции,
- Аланкара — куртизанки, с традиционной индуистской точкой, полученной на церемонии в храме Раджа.

## Современное положение
О численности девадаси свидетельствуют данные Департамента по делам женщин и детей штата Карнатака за 2008 год, согласно которым в одном только округе Райчур их было 5051.